# Nazionale maschile di football americano della Gran Bretagna
La nazionale di football americano della Gran Bretagna è la selezione maggiore maschile di football americano della BAFA, che rappresenta la Gran Bretagna nelle varie competizioni ufficiali o amichevoli riservate a squadre nazionali.

## Risultati
Legenda: Grassetto: Risultato migliore, Corsivo: Mancate partecipazioni

## Dettaglio stagioni

### Amichevoli
| Stagione | Vin | Par | Per | Tot | PF   | PS   | avversaria      |
| -------- | --- | --- | --- | --- | ---- | ---- | --------------- |
| 1985     | 1   | 0   | 0   | 1   | 7    | 0    | Francia         |
| 1995     | 1   | 0   | 0   | 1   | 22   | 0    | Irlanda         |
| 2005     | 0   | 0   | 1   | 1   | 6    | 21   | Centre College  |
| 2008     | 1   | 0   | 0   | 1   | 13   | 6    | Francia         |
| 2010     | 0   | 0   | 1   | 1   | 9    | 10   | Centre College  |
| 2011     | ?   | ?   | ?   | ?   | ?    | ?    | Team Eagles USA |
| 2017     | 0   | 0   | 1   | 1   | 12   | 15   | Svezia          |
| Totale   | 3+? | 0+? | 3+? | 7   | 69+? | 52+? |                 |

Fonte: americanfootballitalia.com

### Tornei

#### Europei

##### Europeo ante-2001/Europeo A/Europeo dal 2018

###### Fase finale
| Stagione | regular season | regular season | regular season | regular season | regular season | regular season | playoff | playoff | playoff | playoff | playoff | playoff      | playoff    |
|          | Vin            | Par            | Per            | Tot            | PF             | PS             | Vin     | Per     | Tot     | PF      | PS      | risultato    | avversaria |
| -------- | -------------- | -------------- | -------------- | -------------- | -------------- | -------------- | ------- | ------- | ------- | ------- | ------- | ------------ | ---------- |
| 1987     | -              | -              | -              | -              | -              | -              | 0       | 2       | 2       | 33      | 54      | Quarto posto | Finlandia  |
| 1989     | -              | -              | -              | -              | -              | -              | 2       | 0       | 2       | 64      | 6       | Campioni     | Finlandia  |
| 1991     | -              | -              | -              | -              | -              | -              | 2       | 0       | 2       | 63      | 6       | Campioni     | Finlandia  |
| 1997     | -              | -              | -              | -              | -              | -              | 0       | 2       | 2       | 13      | 38      | Quarto posto | Italia     |
| 2000     | -              | -              | -              | -              | -              | -              | 0       | 1       | 1       | 7       | 39      | Semifinale   | Finlandia  |
| 2001     | -              | -              | -              | -              | -              | -              | 0       | 1       | 1       | 0       | 1       | Semifinale   | Germania   |
| 2005     | -              | -              | -              | -              | -              | -              | 0       | 2       | 2       | 12      | 68      | Quarto posto | Finlandia  |
| 2010     | 0              | 0              | 2              | 2              | 2              | 64             | 0       | 1       | 1       | 9       | 32      | Sesto posto  | Finlandia  |
| 2018     | 0              | 0              | 2              | 2              | 16             | 70             | 1       | 0       | 1       | 33      | 16      | Quinto posto | Danimarca  |
| 2021     | -              | -              | -              | -              | -              | -              | 0       | 2       | 2       | 0       | 70      | Ottavo posto | Serbia     |
| 2023     | -              | -              | -              | -              | -              | -              | 2       | 0       | 2       | 37      | 28      | Quinto posto | Danimarca  |
| Totale   | 0              | 0              | 4              | 4              | 18             | 134            | 7       | 11      | 18      | 273     | 353     |              |            |

Fonte: americanfootballitalia.com

###### Qualificazioni
| Stagione | regular season | regular season | regular season | regular season | regular season | regular season | playoff | playoff | playoff | playoff | playoff | playoff     | playoff     |
|          | Vin            | Par            | Per            | Tot            | PF             | PS             | Vin     | Per     | Tot     | PF      | PS      | risultato   | avversaria  |
| -------- | -------------- | -------------- | -------------- | -------------- | -------------- | -------------- | ------- | ------- | ------- | ------- | ------- | ----------- | ----------- |
| 1986     | -              | -              | -              | -              | -              | -              | 2       | 0       | 2       | 33      | 11      |             | Paesi Bassi |
| 1987     | -              | -              | -              | -              | -              | -              | 2       | 0       | 2       | 84      | 2       |             | Francia     |
| 1989     | -              | -              | -              | -              | -              | -              | 1       | 0       | 1       | 35      | 6       |             | Francia     |
| 1997     | -              | -              | -              | -              | -              | -              | 1       | 0       | 1       | 17      | 14      |             | Spagna      |
| 1998     | -              | -              | -              | -              | -              | -              | 1       | 0       | 1       | 42      | 0       |             | Francia     |
| 2001     | -              | -              | -              | -              | -              | -              | 1       | 0       | 1       | 27      | 6       |             | Spagna      |
| 2016     | -              | -              | -              | -              | -              | -              | 2       | 0       | 2       | 68      | 16      | Primo posto | Rep. Ceca   |
| 2019     | 1              | 0              | 1              | 2              | 48             | 36             | -       | -       | -       | -       | -       |             | -           |
| 2022     | 0              | 0              | 1              | 1              | 23             | 28             | -       | -       | -       | -       | -       |             | Italia      |
| 2024     | 0              | 0              | 2              | 2              | 30             | 69             | -       | -       | -       | -       | -       |             | -           |
| Totale   | 1              | 0              | 4              | 5              | 101            | 133            | 10      | 0       | 10      | 306     | 55      |             |             |

Fonte: americanfootballitalia.com

##### Europeo B
| Stagione | regular season | regular season | regular season | regular season | regular season | regular season | playoff | playoff | playoff | playoff | playoff | playoff     | playoff    |
|          | Vin            | Par            | Per            | Tot            | PF             | PS             | Vin     | Per     | Tot     | PF      | PS      | risultato   | avversaria |
| -------- | -------------- | -------------- | -------------- | -------------- | -------------- | -------------- | ------- | ------- | ------- | ------- | ------- | ----------- | ---------- |
| 2004     | 3              | 0              | 0              | 3              | 83             | 38             | -       | -       | -       | -       | -       | Campioni    |            |
| 2013     | 1              | 0              | 1              | 2              | 78             | 22             | 1       | 0       | 1       | 24      | 13      | Terzo posto | Rep. Ceca  |
| Totale   | 4              | 0              | 1              | 5              | 161            | 60             | 1       | 0       | 1       | 24      | 13      |             |            |

Fonte: americanfootballitalia.com

#### Tri Nations
| Stagione | regular season | regular season | regular season | regular season | regular season | regular season | playoff | playoff | playoff | playoff | playoff | playoff   | playoff    |
|          | Vin            | Par            | Per            | Tot            | PF             | PS             | Vin     | Per     | Tot     | PF      | PS      | risultato | avversaria |
| -------- | -------------- | -------------- | -------------- | -------------- | -------------- | -------------- | ------- | ------- | ------- | ------- | ------- | --------- | ---------- |
| 2009     | -              | -              | -              | -              | -              | -              | 1       | 1       | 2       | 34      | 27      |           | Svezia     |
| Totale   | -              | -              | -              | -              | -              | -              | 1       | 1       | 2       | 34      | 27      |           |            |

Fonte: americanfootballitalia.com

### Riepilogo partite disputate
| Anno            | Luogo                | Evento      | Fase del torneo          | Incontro                        | Risultato     |
| 1985            | Hersham              | Amichevole  |                          | Gran Bretagna - Francia         | 7 - 0         |
| 1986            | Birmingham           | Europeo     | Qualificazioni           | Gran Bretagna - Paesi Bassi     | 9 - 6         |
| 1986            | Soest                | Europeo     | Qualificazioni           | Paesi Bassi - Gran Bretagna     | 5 - 24        |
| 1987            | Dunkerque            | Europeo     | Qualificazioni           | Francia - Gran Bretagna         | 2 - 58        |
| 1987            | Birmingham           | Europeo     | Qualificazioni           | Gran Bretagna - Francia         | 26 - 0        |
| 1987            | Helsinki             | Europeo     | Semifinale               | Italia - Gran Bretagna          | 16 - 10       |
| 1987            | Espoo                | Europeo     | Finale 3º - 4º posto     | Finlandia - Gran Bretagna       | 38 - 23       |
| 1989            | Birmingham           | Europeo     | Qualificazioni           | Gran Bretagna - Francia         | 35 - 6        |
| 1989            | Heilbronn            | Europeo     | Semifinale               | Germania Ovest - Gran Bretagna  | 6 - 38        |
| 1989            | Bielefeld            | Europeo     | Finale                   | Finlandia - Gran Bretagna       | 0 - 26        |
| 1991            | Helsinki             | Europeo     | Semifinale               | Paesi Bassi - Gran Bretagna     | 3 - 49        |
| 1991            | Helsinki             | Europeo     | Finale                   | Finlandia - Gran Bretagna       | 3 - 14        |
| 1995            | Leicester            | Amichevole  |                          | Gran Bretagna - Irlanda         | 22 - 0        |
| 1997            | Madrid               | Europeo     | Qualificazioni           | Spagna - Gran Bretagna          | 14 - 17       |
| 1997            | Bolzano              | Europeo     | Semifinale               | Finlandia - Gran Bretagna       | 24 - 6        |
| 1997            | Bolzano              | Europeo     | Finale 3º - 4º posto     | Italia - Gran Bretagna          | 14 - 7        |
| 1998            | Milton Keynes        | Europeo     | Qualificazioni           | Gran Bretagna - Francia         | 42 - 0        |
| 2000            | Helsinki             | Europeo     | Semifinale               | Finlandia - Gran Bretagna       | 39 - 7        |
| 2001            | Leicester            | Europeo     | Qualificazioni           | Gran Bretagna - Spagna          | 27 - 6        |
| 2001            | a tavolino           | Europeo     | Semifinale               | Gran Bretagna - Germania        | 0 - 1         |
| 2004            | Amiens               | Europeo B   | Girone                   | Gran Bretagna - Russia          | 24 - 21       |
| 2004            | Amiens               | Europeo B   | Girone                   | Spagna - Gran Bretagna          | 0 - 41        |
| 2004            | Amiens               | Europeo B   | Girone                   | Gran Bretagna - Francia         | 18 - 17       |
| 2005            | Londra               | Amichevole  |                          | Gran Bretagna - Centre College  | 6 - 21        |
| 2005            | Malmö                | Europeo A   | Semifinale               | Germania - Gran Bretagna        | 34 - 0        |
| 2005            | Malmö                | Europeo A   | Finale 3º - 4º posto     | Finlandia - Gran Bretagna       | 34 - 12       |
| 2008            | Amiens               | Amichevole  |                          | Francia - Gran Bretagna         | 6 - 13        |
| 2009            | Loughborough         | Tri Nations |                          | Australia - Gran Bretagna       | 20 - 3        |
| 2009            | Loughborough         | Tri Nations |                          | Svezia - Gran Bretagna          | 7 - 31        |
| 2010            | Londra               | Amichevole  |                          | Gran Bretagna - Centre College  | 9 - 10        |
| 2010            | Wiesbaden            | Europeo A   | Girone                   | Svezia - Gran Bretagna          | 14 - 2        |
| 2010            | Wiesbaden            | Europeo A   | Girone                   | Francia - Gran Bretagna         | 50 - 0        |
| 2010            | Francoforte sul Meno | Europeo A   | Finale 5º - 6º posto     | Finlandia - Gran Bretagna       | 32 - 9        |
| 2011            | Las Vegas            | Amichevole  |                          | Team Eagles USA - Gran Bretagna |               |
| 2013            | Milano               | Europeo B   | Girone                   | Gran Bretagna - Spagna          | 58 - 6        |
| 2013            | Milano               | Europeo B   | Girone                   | Gran Bretagna - Italia          | 16 - 20       |
| 2013            | Milano               | Europeo B   | Finale 3º - 4º posto     | Gran Bretagna - Rep. Ceca       | 24 - 13       |
| 2016            | Worcester            | Europeo     | Qualificazioni           | Gran Bretagna - Russia          | 30 - 3        |
| 2016            | Worcester            | Europeo     | Qualificazioni           | Gran Bretagna - Rep. Ceca       | 38 - 13       |
| 14 ottobre 2017 | Göteborg             | Amichevole  |                          | Svezia - Gran Bretagna          | 15 - 12       |
| 29 luglio 2018  | Vantaa               | Europeo     | Girone                   | Finlandia - Gran Bretagna       | 28 - 7        |
| 31 luglio 2018  | Vantaa               | Europeo     | Girone                   | Gran Bretagna - Francia         | 9 - 42        |
| 4 agosto 2018   | Vantaa               | Europeo     | Finale 5º - 6º posto     | Danimarca - Gran Bretagna       | 16 - 33       |
| 19 ottobre 2019 |                      | Europeo A   | Qualificazioni           | Gran Bretagna - Russia          | 34 - 0        |
| 2 novembre 2019 |                      | Europeo A   | Qualificazioni           | Svezia - Gran Bretagna          | 36 - 14       |
| 2021            |                      | Europeo A   | Semifinale 5º - 8º posto | Gran Bretagna - Danimarca       | 0 - 35 d.g.s. |
| 2021            |                      | Europeo A   | Finale 7º - 8º posto     | Serbia - Gran Bretagna          | 35 - 0 d.g.s. |
| 30 ottobre 2022 | Milano               | Europeo A   | Qualificazioni           | Italia - Gran Bretagna          | 28 - 23       |
| 5 agosto 2023   | Coventry             | Europeo A   | Semifinale 5º - 8º posto | Gran Bretagna - Francia         | 7 - 6         |
| 28 ottobre 2023 | Gentofte             | Europeo A   | Finale 5º - 6º posto     | Danimarca - Gran Bretagna       | 22 - 30       |
| 13 ottobre 2024 | Karlstad             | Europeo A   | Qualificazioni           | Svezia - Gran Bretagna          | 20 - 19       |
| 19 ottobre 2024 | Coventry             | Europeo A   | Qualificazioni           | Gran Bretagna - Germania        | 11 - 49       |

## Confronti con le altre Nazionali
Questi sono i saldi della Gran Bretagna nei confronti delle Nazionali incontrate.

### Saldo positivo
| Nazionale   | Giocate | Vinte | Pareggiate | Perse | PF  | PS  | Ultima vittoria | Ultimo pari | Ultima sconfitta |
| ----------- | ------- | ----- | ---------- | ----- | --- | --- | --------------- | ----------- | ---------------- |
| Spagna      | 4       | 4     | 0          | 0     | 143 | 26  | 2013            | -           | -                |
| Paesi Bassi | 3       | 3     | 0          | 0     | 82  | 14  | 1991            | -           | -                |
| Russia      | 3       | 3     | 0          | 0     | 88  | 24  | 2019            | -           | -                |
| Rep. Ceca   | 2       | 2     | 0          | 0     | 62  | 26  | 2016            | -           | -                |
| Irlanda     | 1       | 1     | 0          | 0     | 22  | 0   | 1995            | -           | -                |
| Francia     | 10      | 8     | 0          | 2     | 215 | 147 | 2023            | -           | 2018             |
| Danimarca   | 3       | 2     | 0          | 1     | 63  | 73  | 2023            | -           | 2021             |

### Saldo negativo
| Nazionale | Giocate | Vinte | Pareggiate | Perse | PF  | PS  | Ultima vittoria | Ultimo pari | Ultima sconfitta |
| --------- | ------- | ----- | ---------- | ----- | --- | --- | --------------- | ----------- | ---------------- |
| Germania  | 4       | 1     | 0          | 3     | 49  | 90  | 1989            | -           | 2024             |
| Finlandia | 8       | 2     | 0          | 6     | 104 | 198 | 1991            | -           | 2018             |
| Svezia    | 5       | 1     | 0          | 4     | 78  | 92  | 2009            | -           | 2024             |
| Australia | 1       | 0     | 0          | 1     | 3   | 20  | -               | -           | 2009             |
| Serbia    | 1       | 0     | 0          | 1     | 0   | 35  | -               | -           | 2021             |
| Italia    | 4       | 0     | 0          | 4     | 56  | 78  | -               | -           | 2022             |

## Roster storici
| Roster della Gran Bretagna - Europeo 2018 |
| --- |
| Quarterback - 7 Patrick Daley - 10 James Slack - 11 Brad Thompson Running Back - 1 Dan Conroy - 22 Thomas Campbell - 23 Omodeji Alli - 28 Temitayo Fadahunsi-Oduyemi - 34 Gabriel Quartey Wide Receiver - 6 James Cherry - 8 Ian Jacquet - 9 Stuart Milloy - 13 Charlie Joseph - 81 Phil Newport - 82 Alex Eager - 84 Harry Routledge Offensive Linemen - 60 Ben Watkins - 68 Levi Smith - 62 Christian Sinnige - 64 Collins Nwaogu - 66 Thomas Levick - 67 Guy Whittaker - 74 Ben Ashby - 75 Tom Outhwaite Defensive Linemen - 72 Ayodeji Ogunkolati - 90 Mark Stewart - 91 Jamaal Fredricks - 92 John Ridge - 97 Wayne Drew - 99 Ash Miller Linebacker - 2 Ariel Mofondo - 5 Alex Haldane - 20 Oliver Bishop - 48 Ross Young - 52 Eddie Cheadle - 55 James Armah - 56 Matthew Eva - 57 Alasdair Jarvis Defensive Back - 3 Leslie Oluwole-Wilson - 4 Josh Amis - 12 Edward Onamade - 21 Sheldon Campbell - 24 Sam Obi - 25 Ashley Hopkinson - 26 William Davis - 30 Will Hobbs Special Team Roster aggiornato al 28 novembre 2024 Coaching staff HC Michael Callan · OC Tony Athersmith · DC Martin Hilton · OL Paul Cooper · RB Toby Chesters · WR Jeremy Simms · QB Andrew Morgan · LB Ross Templeton · DL Steven Wilson · DB Kit Lawson · Asst. Andy Starling · Prep. atl. Aden Flannagan |

| Roster della Gran Bretagna - Gran Bretagna-Russia Qualificazioni europee 2019 |
| --- |
| Quarterback - 7 Patrick Daley - 10 James Slack Running Back - 6 Andrew Owusu - 22 Thomas Campbell - 23 Omodeji Alli - 24 Elliot Walters Wide Receiver - 4 Stuart Milloy - 8 Jack Daley - 13 Luc Benjamin Mbemba - 81 Benjamin Burslem - 82 Nathaniel Prince - 84 Harry Routledge - 88 Kris Wedderburn Offensive Linemen - 60 Adam McClure - 61 Ibrahim Ahmed - 62 Christian Sinnige - 63 Cory Deere - 64 Tom Outhwaite - 66 Theo Eddy - 67 Guy Whittaker - 72 Ayodeji Ogunkolati - 74 Richard Kaad Defensive Linemen - 68 Fisayo Olukoya - 75 Ash Miller - 90 Ovie Omueda - 91 Jamaal Fredricks - 92 John Ridge - 97 Wayne Drew Linebacker - 2 Ariel Mofondo - 3 David Izinyon - 5 Alex Haldane - 48 Ross Young - 49 Nelson Charles-Nwufoh - 52 Jack Rice - 56 Matthew Eva - 57 Alasdair Jarvis - 58 Benjamin Davies Defensive Back - 12 Edward Onamade - 17 Chad Walrond - 20 Daniel Hampton - 21 Joe Cassidy - 25 Ashley Hopkinson - 26 William Davis - 28 Jason Selormey - 30 Will Hobbs Special Team Roster aggiornato al 28 novembre 2024 Coaching staff HC Michael Callan · OC/OL Paul Cooper · DC Martin Hilton · ST/LB Ross Templeton · RB Steve Sheppard · WR Jeremy Simms · DL Steven Wilson · Asst. Andy Starling · CB Duncan Burford · S Neil Edwards · QB Ryan Baker · Asst. Charlie Ovey · Asst. Luke Carlton |